# Rue Royale
Rue Royale ist der Name einer zwischen der Place de la Concorde und der Place de la Madeleine verlaufenden Straße im 8. Arrondissement von Paris.

## Lage
Die 282 Meter lange und 22 Meter breite Rue Royale liegt im Rive Droite von Paris im Quartier de la Madeleine des 8. Arrondissements und besitzt eine einzige Straßenkreuzung, durch die die Rue Royale die Rue Saint-Honoré von der Rue du Faubourg Saint-Honoré trennt. Von der Place de la Concorde gibt die Rue Royale den Blick auf La Madeleine frei.
Die Straße kann mit der Metro über folgende Stationen erreicht werden:
- Concorde
- Madeleine

Die Metrolinien 8 und 12 verlaufen unter der Straße.

## Namensursprung
Der Name kommt daher, dass die Straße als Zufahrt zur «Place Louis-XV» (heute Place de la Concorde) angelegt wurde.

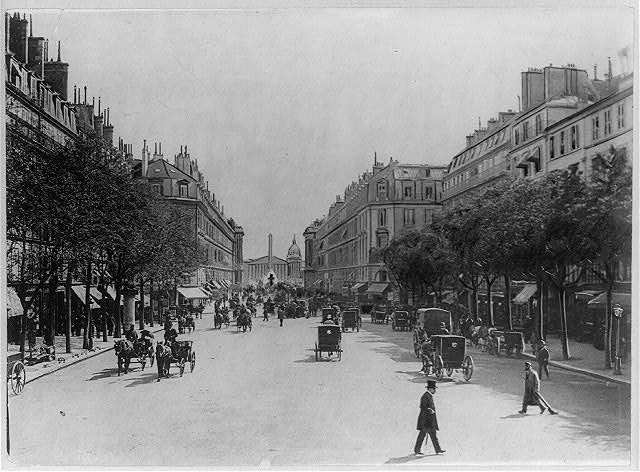
Rue Royale um 1900, Fotograf unbekannt, Library of Congress
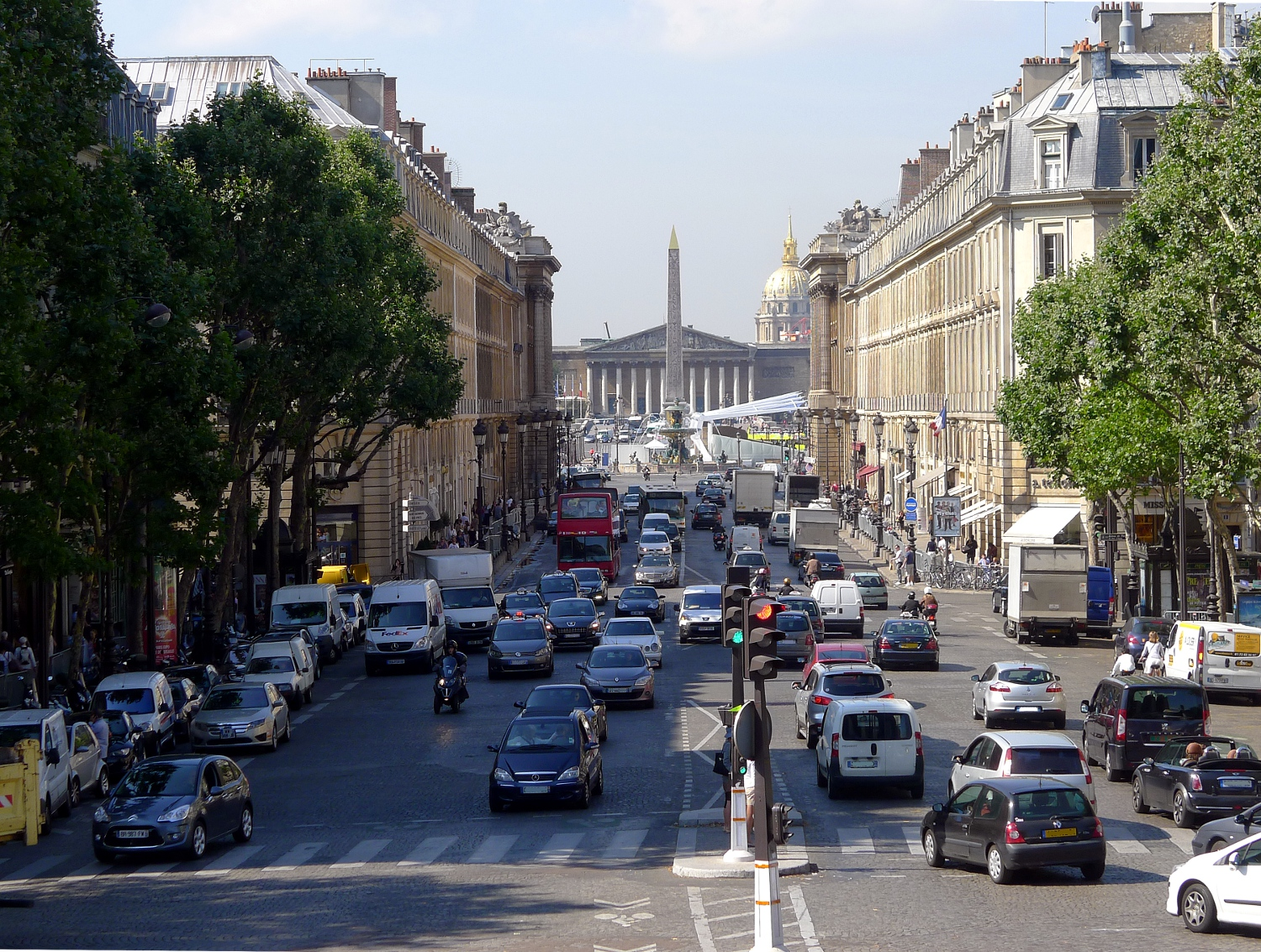
Die gleiche Sicht 2011

## Geschichte
Die Straße ersetzte die Porte Saint-Honoré, die an der Ecke der Rue Saint-Honoré stand, gebaut unter Louis XIII. und 1733 abgerissen zusammen mit den Stadtmauern zum Jardin des Tuileries. Der König ordnete durch den Erlass vom 21. Juni 1737 des Weiteren an, «que les façades des constructions à élever dans la nouvelle rue seraient établies d’après une architecture uniforme». Wie der Plan de Turgot aus dem Jahre 1736 zeigt, erforderte somit der Bau der Rue Royale keinen Durchbruch und auch keine besondere Arrondierung des Geländes, denn dort befand sich auch 1754 noch die Rue de la Bonne Merue.
Die Straßenbaugenehmigung für die Rue Royale erteilte die Stadtverwaltung schon am 22. April 1732 nach der Fertigstellung der Place de la Concorde im Jahre 1776 sollte sie diesen Platz mit der Kirche La Madeleine in nördlicher Richtung verbinden. Die Arbeiten an der Kirche wurden im Dezember 1791 aufgrund der Französischen Revolution zwar unterbrochen, doch behinderte dies nicht den Weiterbau der Straße. Nach der Fertigstellung erhielt sie am 11. März 1768 zu Ehren des amtierenden Königs Ludwig XV. zunächst den Namen Rue Royale. Während der Revolution hieß sie ab Juli 1792 Rue de la Révolution, danach kurzzeitig Rue Royale Saint-Honoré. Ab 1795 nannte man sie Rue de la Concorde, seit dem 27. April 1814 heißt sie wieder Rue Royale.

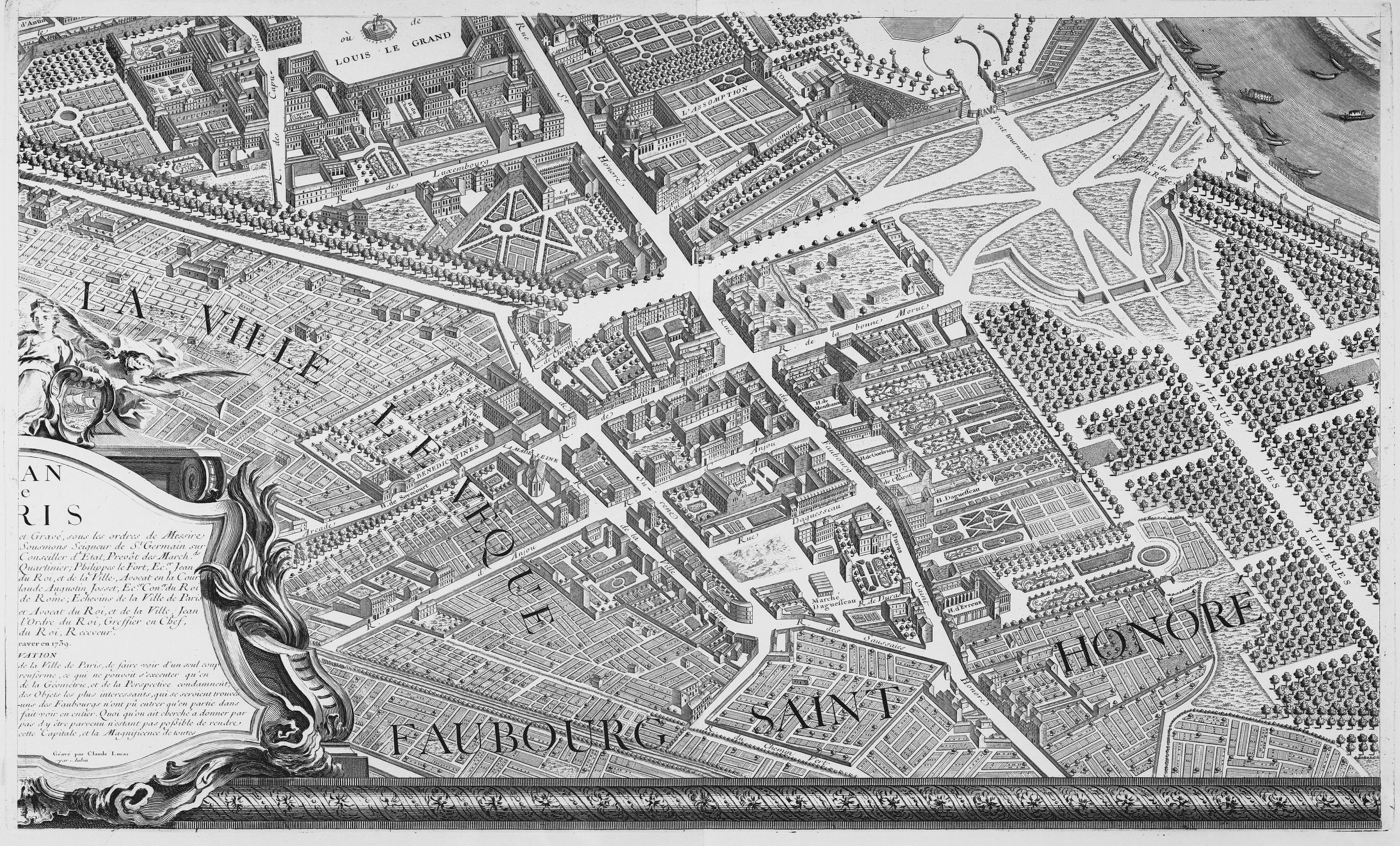
Ort der zukünftigen Rue Royale auf dem Plan Turgot, 1739
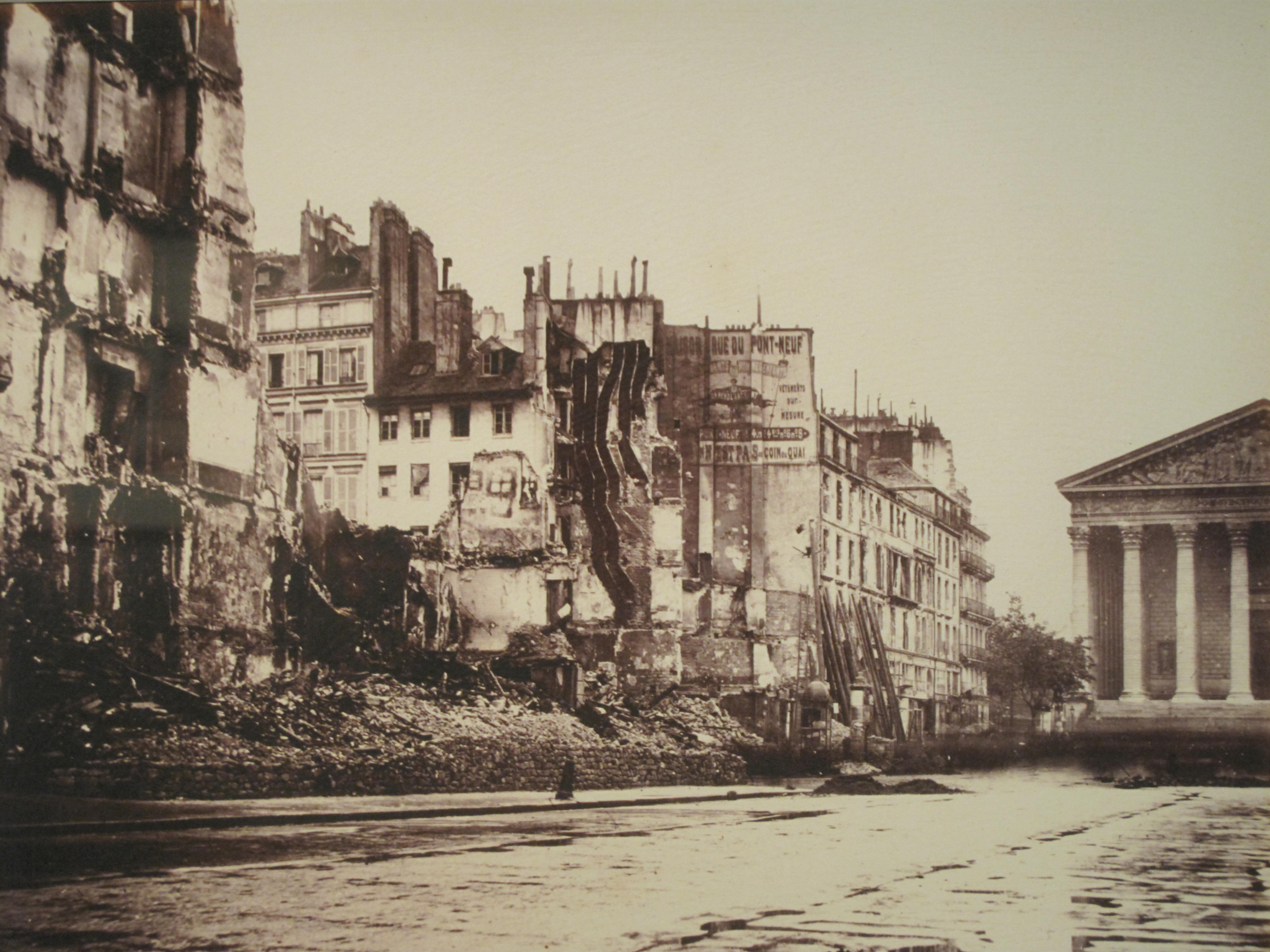
Rue Royale nach den Kämpfen und Bränden durch die Commune (Mai 1871), Fotograf unbekannt
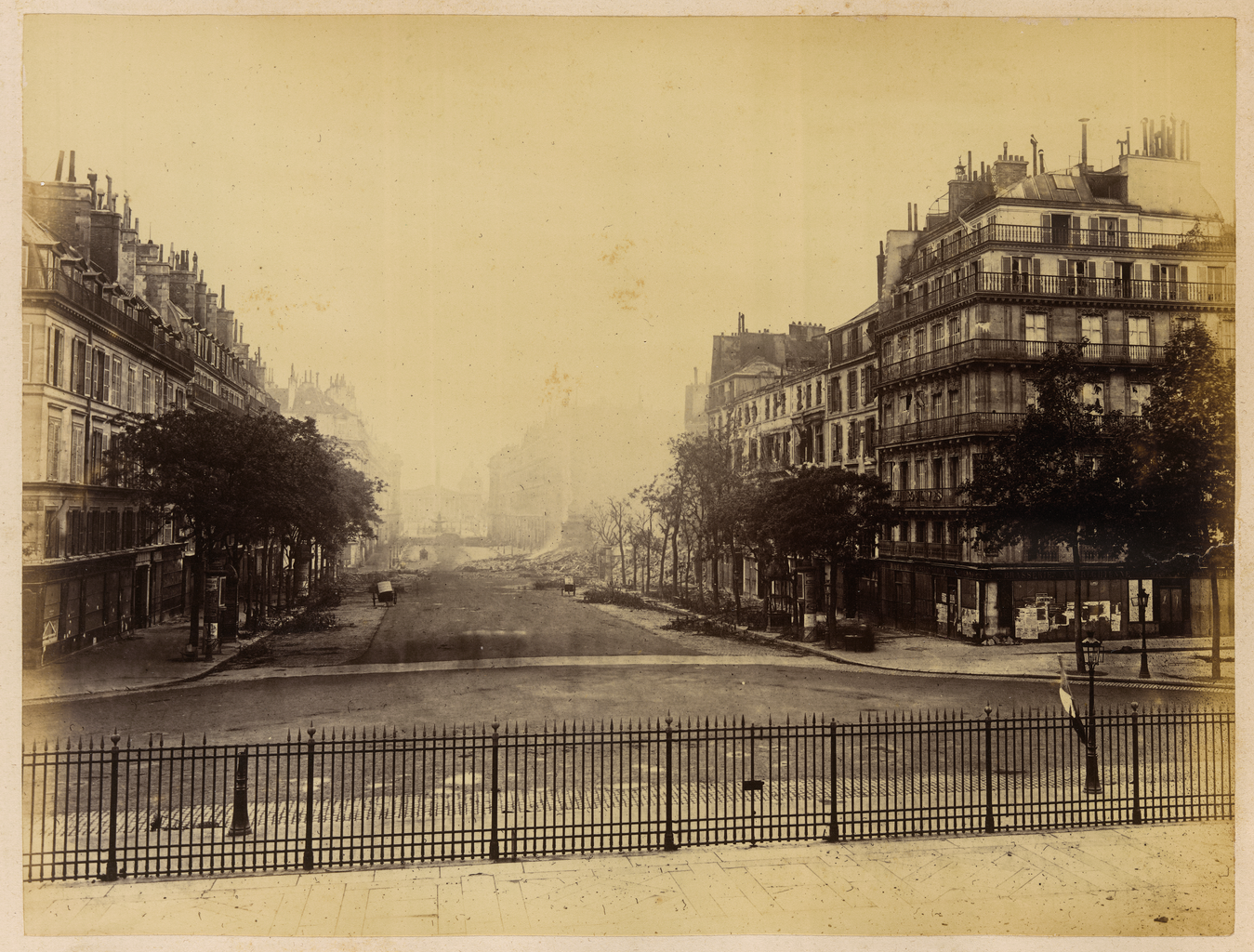
Bruno Braquehais, Paris. Rue Royale. Prise de vue depuis les marches de la Madeleine, Brasilianische Nationalbibliothek.
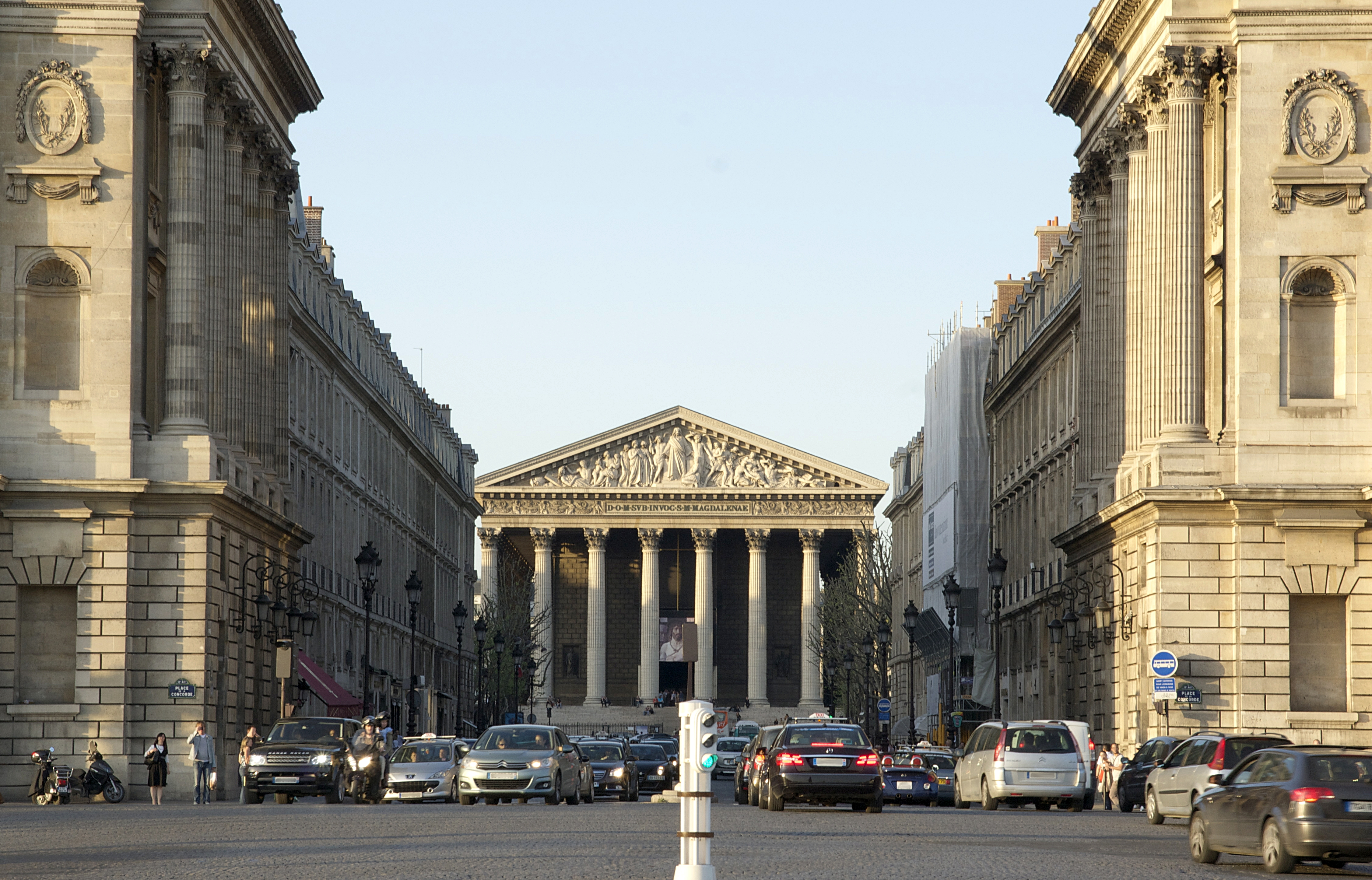
Rue Royale 2011
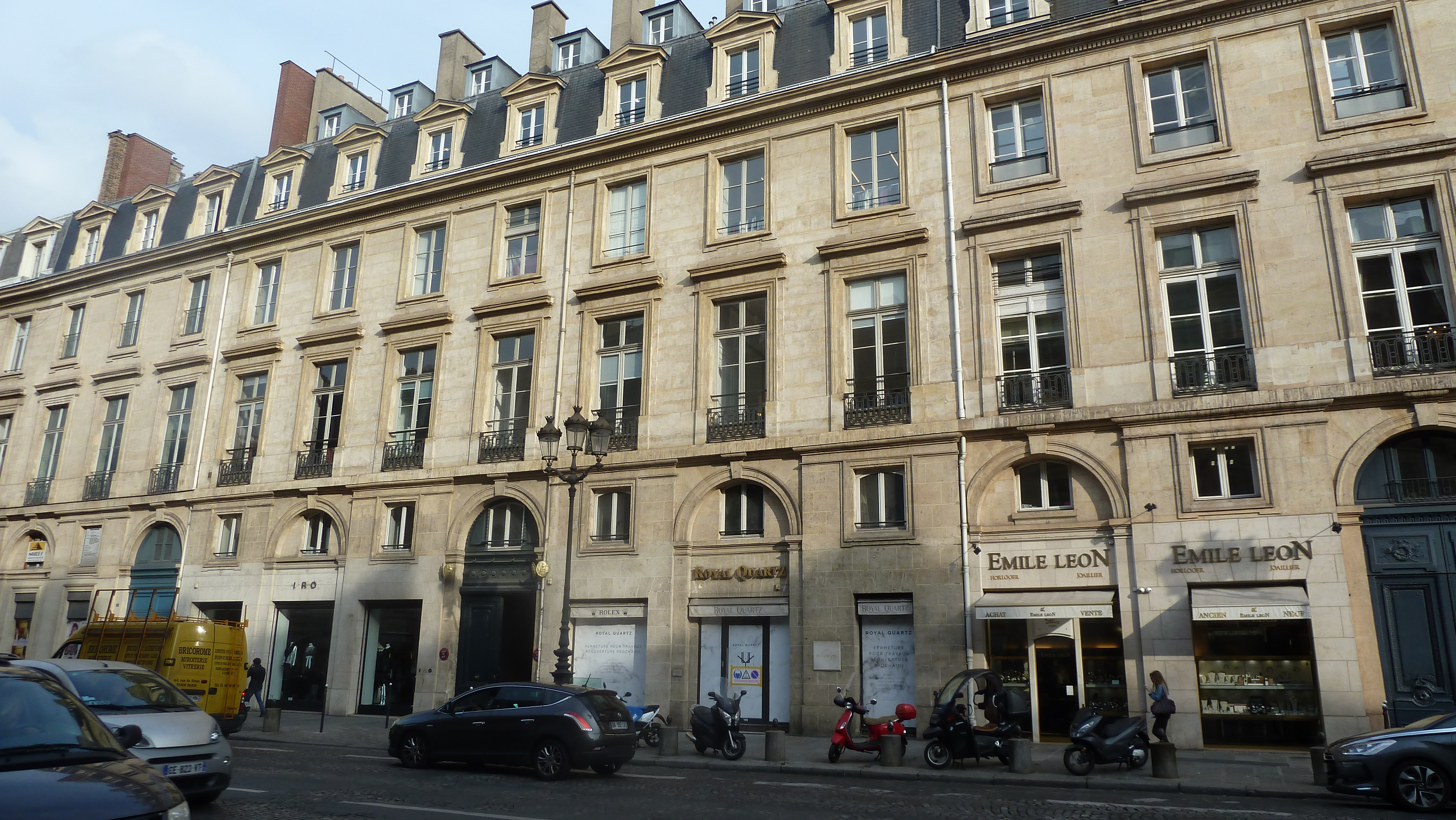
Rue Royale (September 2017)
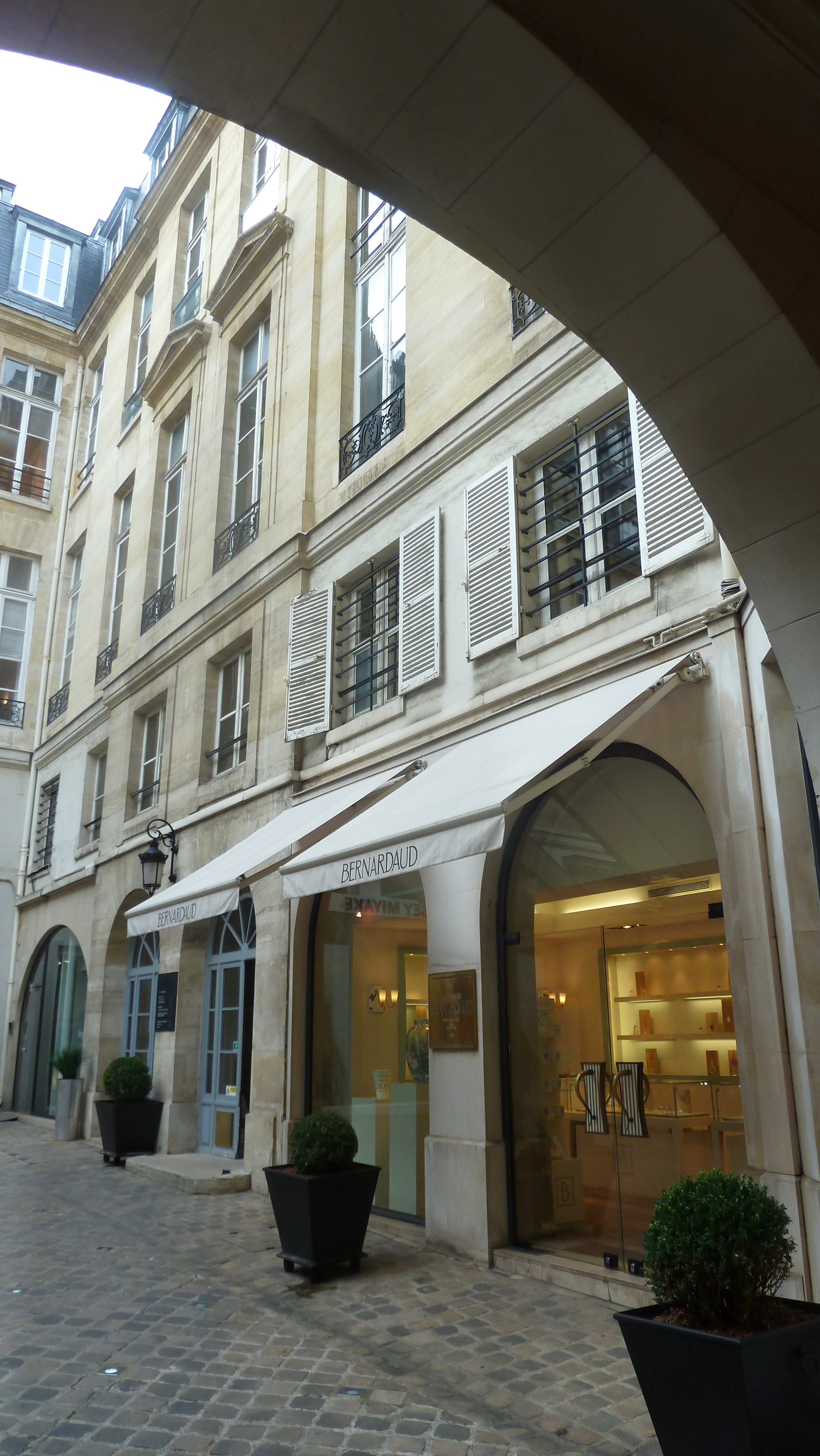
Galerie Royale (September 2017)

## Sehenswürdigkeiten
Die Gebäude wurde von Étienne-Louis Boullée (Nr. 3) oder Louis Le Tellier (Nr. 6, 8, 9, 11, 13) erbaut. Einige haben die Originaldekoration erhalten (Nr. 6, 7, 8, 11, 13).
- Nr. 1 und 2: In die Südseite der Rue Royale ragen die an der Place de la Concorde stehenden und zu ihr gehörenden monumentalen Gebäude von Hôtel de Crillon und Marineministerium hinein.
- Nr. 3: Das ehemalige Hôtel Richelieu, an dessen Stelle sich seit April 1893 das berühmte Restaurant Maxim’s befindet (mit Dekor und Ambiente der Belle Epoque), das Haus gehört seit 1981 Pierre Cardin.
- Nr. 5: Ehemalige Adresse der Modeboutique Molyneux, gegründet 1919. Heute betreibt hier Pierre Cardin eine Parfümerie.
- Nr. 9: Seit 1992 der Hauptsitz des Luxus-Besteckherstellers Christofle
- Nr. 11: Hier stand seit 1781 ein Hotel, heute ist dort seit 1935 der Luxusgut-Handel Lalique beheimatet, ebenso der Porzellanladen der 1863 gegründeten Marke Bernardaud.
- Nr. 16: Sitz der 1862 gegründete Ladurée-Bäckerei. 1871, als Baron Haussmann Paris ein neues Gesicht gab, ermöglichte ein Brand die Umwandlung der Bäckerei in eine Konditorei. Ernest Ladurée hatte die Idee, die Genres zu vermischen: Pariser Kaffee und Gebäck. So entstand eine der ersten Salon de thé (deutsch: Teestube) der Hauptstadt. – Dieses Gebäude steht unter Denkmalschutz und hat seit dem Wiederaufbau nach dem Brand die gleiche Ausstattung beibehalten. Ladurée ist eine Konditorei, die für ihre Makronen berühmt ist.
- Nr. 20: Der Fotograf Eugène Druet eröffnete 1908 hier seine Galerie Druet.
- Nr. 21: Villeroy & Boch hat hier eine Niederlassung.
- Nr. 22: 1862 stirbt hier Graf Pacquier.[4]

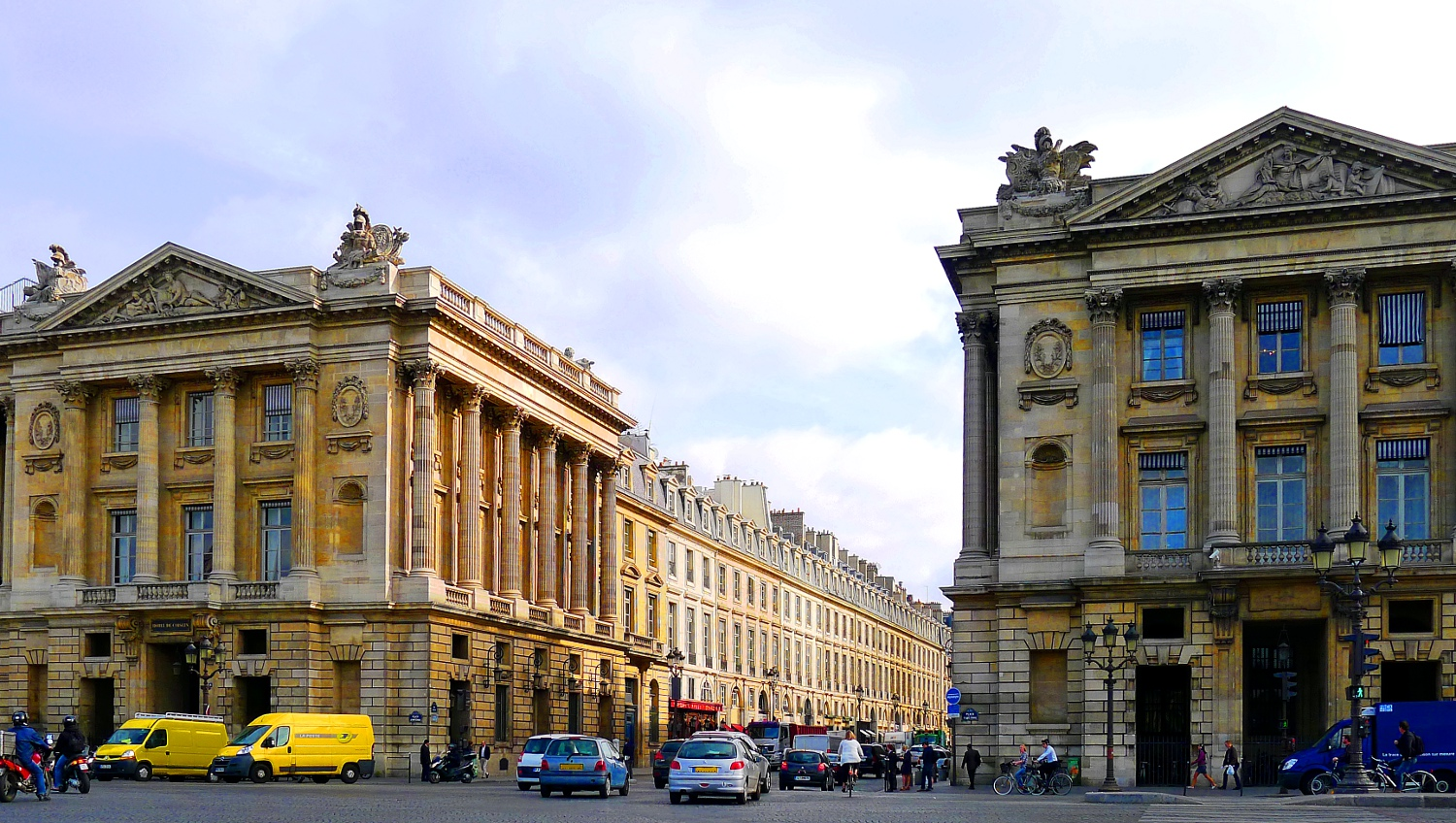
Mündung der Rue Royale in die Place de la Concorde; links Hôtel de Crillon, rechts Hôtel de la Marine
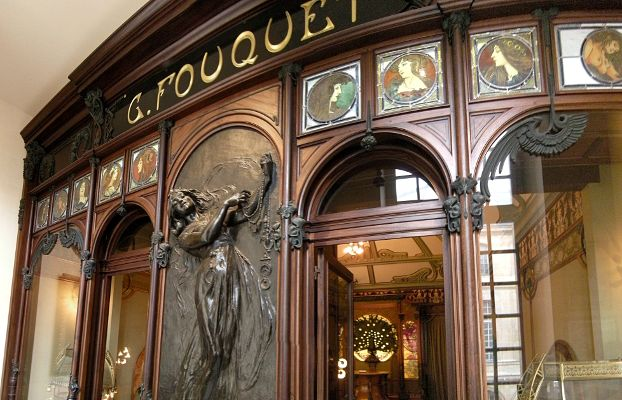
Nr. 6, Fassade des Schmuckladens Georges Fouquet, entworfen 1901 von Mucha, Paris, Musée Carnavalet
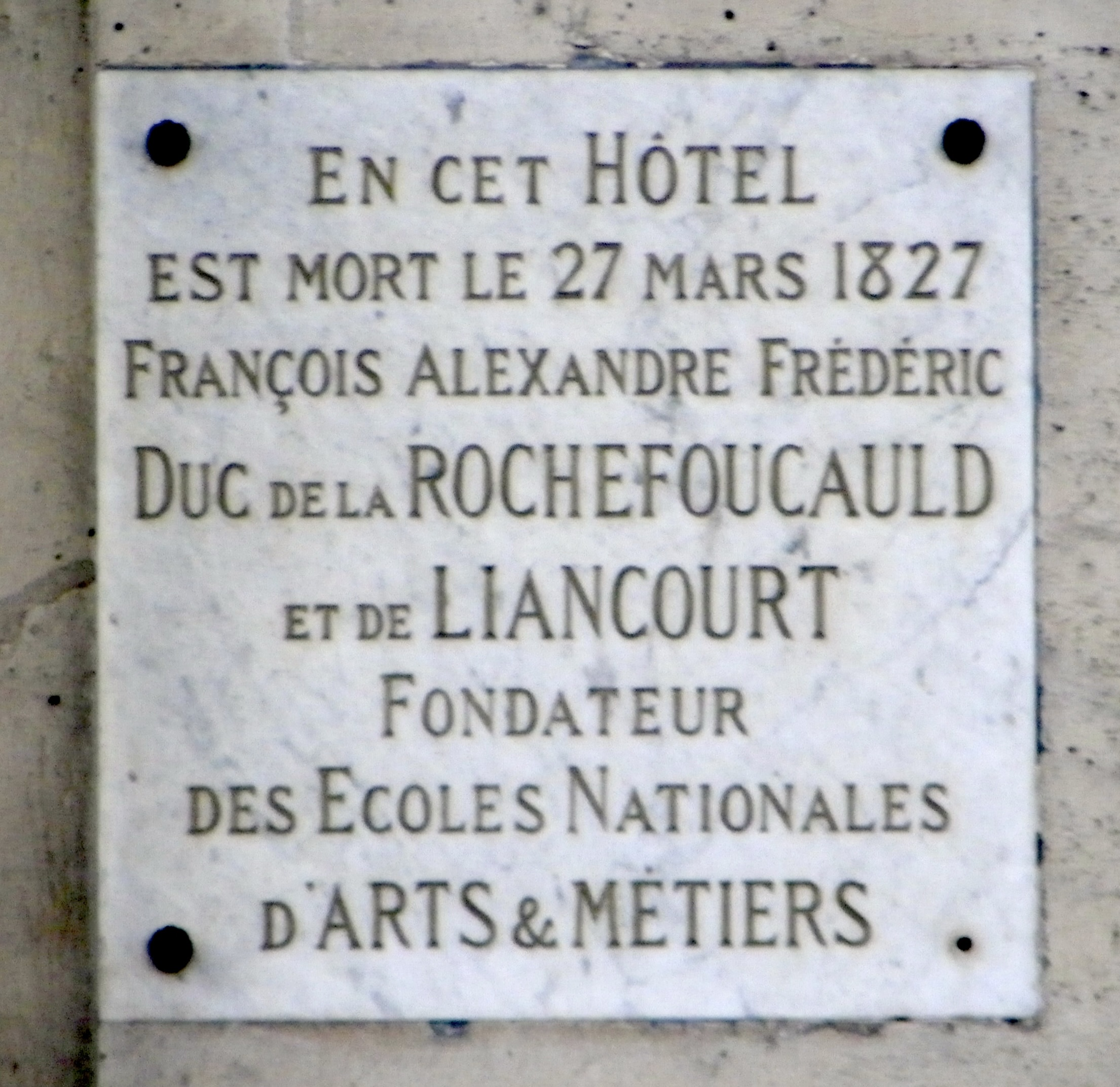
Erinnerungstafel Graf de La Rochefoucauld-Liancourt an Nr. 9
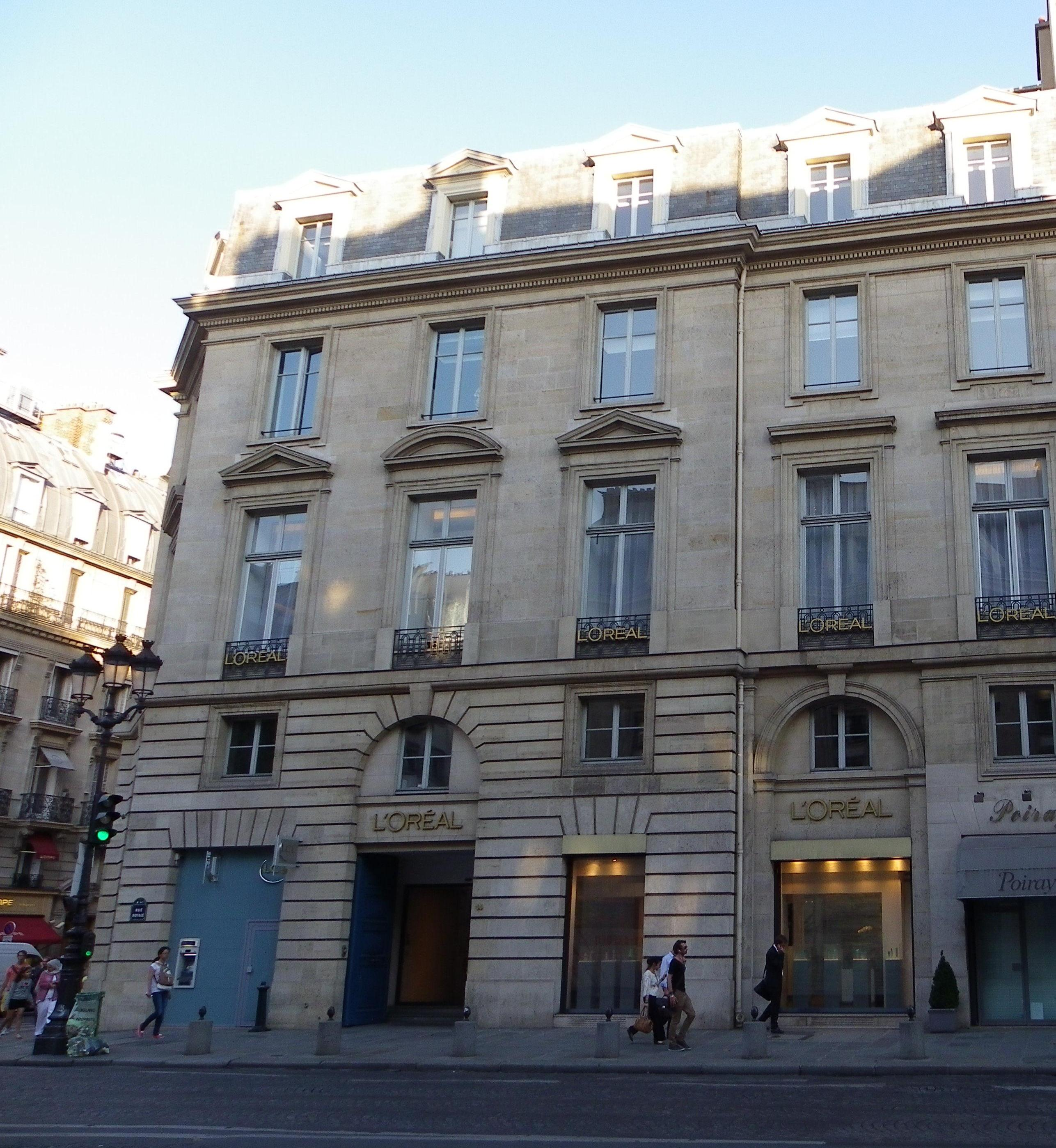
Nr. 14
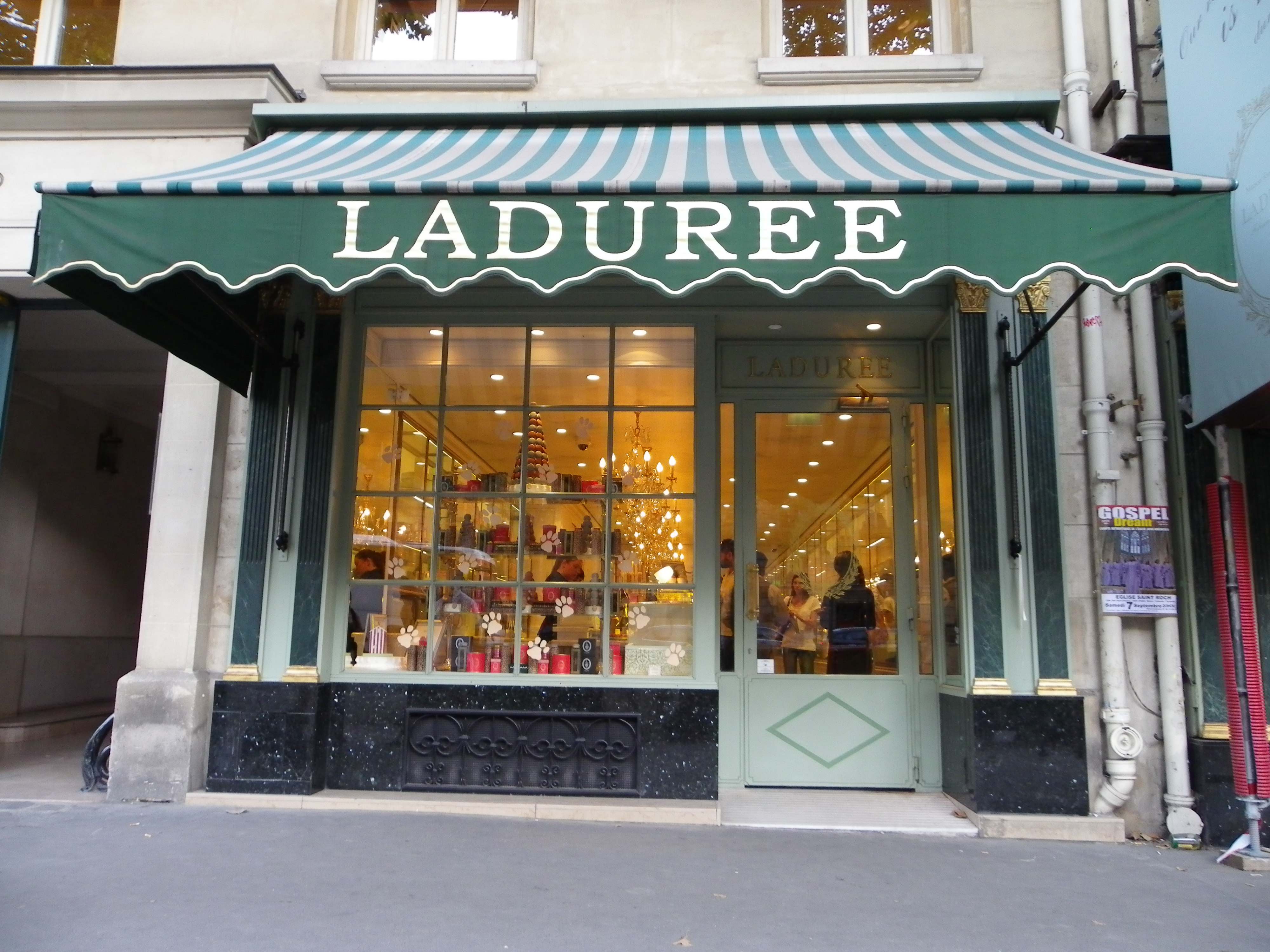
Ladurée in Nr. 16

### Film
René Clément hat hier 1950 den Film Le Château de verre (deutsch Rendezvous in Paris) nach dem Roman „Das große Einmaleins“ von Vicki Baum gedreht.